# AirBaltic
airBaltic er et flyselskab fra Letland. Det var frem til januar 2009 en del af SAS-gruppen, idet SAS ejede 47,2 procent af aktierne, mens den lettiske stat ejede resten. I dag ejes selskabet fuldt af staten.
I 2008 fløj over 2,6 millioner mennesker med airBaltic, heraf de 340.000 fra København.
Der er ruter fra Billund, Aalborg og København til Riga, som er knudepunktet for airBaltics trafik. airbaltic har mere end 52 ruter.